# Kupplungsbelag

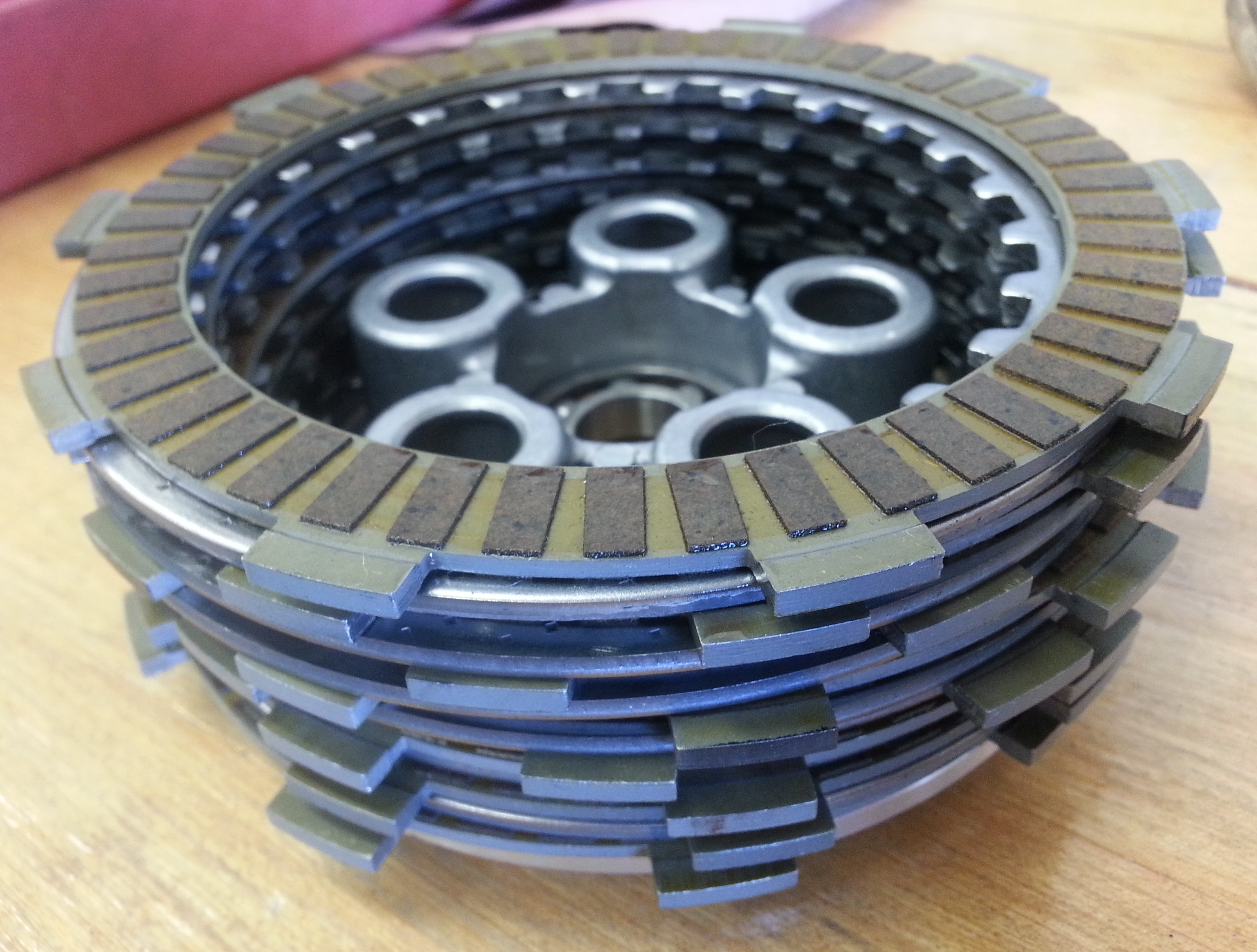
Reibflächen einer Zweirad-Mehrscheibenkupplung (Honda CBR600RR)

Kupplungsbeläge sind die Reibflächen innerhalb einer kraftschlüssigen Kupplung, über die Drehmoment und Drehzahl übertragen werden. Sie bestehen aus hitzebeständigem und reibfestem Material, sind meist 4–6 mm dick und werden heutzutage meistens verklebt. Verschrauben und Vernieten sind veraltete Methoden, da die Reibflächen nicht voll abgenutzt werden können. 
Die Haltbarkeit ist von der Länge der Reibzeit, dem Material, der Belagstärke und dem zu übertragenden Drehmoment abhängig.
Meist bestehen sie aus Verbundwerkstoffen von Graphit, Keramik und Kunststoffen, die durch Kunstharz gebunden sind. Weiter gibt es gesinterte, metallische Beläge.

## Umweltproblematik
Seit 1930 wurde Asbest auch in Kupplungsbelägen verwendet. 1993 wurde die Verwendung in Deutschland, 2005 in der EU verboten; das betrifft die Herstellung und das In-Verkehr-Bringen solcher Produkte. Beispielsweise in China, Indien oder Russland können solche Beläge noch hergestellt werden.